# Port lotniczy Osowce
Port lotniczy Osowce – port lotniczy położony w miejscowości Osowce w obwodzie brzeskim. Używany jest przez Białoruskie Siły Powietrzne.